# مرقد حسين الرضا
مرقد حسین بن علي الرضا هو مسجد ومرقد لابن الإمام الثامن عند الشيعة الاثنا عشرية علي الرضا في قزوين، بإيران. بُنِىَ في عهد الحاكم الصفوي طهماسب الأول في منتصف القرن السادس عشر كمكان للزيارات الشيعية.